# U-849
U-849 je bila nemška vojaška podmornica Kriegsmarine, ki je bila dejavna med drugo svetovno vojno.

## Zgodovina
Podmornica je bila potopljena 25. novembra 1943 v južnem Atlantiku med ameriškim zračnim napadom; umrlo je vseh 63 članov posadke.

## Poveljniki
| Poveljniki |                                   |                     |                                    |
| Št.        | Čin                               | Ime                 | Poveljstvo                         |
| 1.         | Kapitanporočnik (Kapitänleutnant) | Heinz-Otto Schultze | 11. marec 1943 - 25. november 1943 |

## Tehnični podatki
| Kategorije                                    | Podatki                       |
| --------------------------------------------- | ----------------------------- |
| Teža (t): na površju pod površjem polna Teža  | 1.032 1.152 1.408             |
| Dolžina (m) - tlačni trup (m)                 | 76,6 - 58,75                  |
| Širina (m) - tlačni trup (m)                  | 6,51 - 4,40                   |
| Izpodriv (m)                                  | 4,7                           |
| Višina (m)                                    | 9,4                           |
| Moč (hp): na površju pod podvršjem            | 4.400 1.000                   |
| Hitrost (vozlov): na površju pod podvršjem    | 18,2 7,7                      |
| Doseg (milja/vozel): na površju pod podvršjem | 10.500/10 78/4                |
| Torpeda/Torpedne cevi                         | 22/6 (4 na premcu, 2 na krmi) |
| Krovni top (mm)                               | 105 mm (110 granat)           |
| Mine                                          | 44 TMA                        |
| Posadka                                       | 48-56                         |
| Maksimalni potop (m)                          | 230                           |